# Bartha Károly (katona)
Vitéz dálnokfalvi Bartha Károly (Budapest, 1884. június 18. – Linz, 1964. november 22.) magyar katona, honvédelmi miniszter.

## Életrajza
1904-ben végzett a mödlingi műszaki katonai akadémián. Az első világháború idején magasabb parancsnoki tisztségeket töltött be Budapesten és Triesztben. 1919-ben a Vörös Hadsereg soraiban harcolt előbb a csehek, majd a románok ellen. A Tanácsköztársaság bukása után a Nemzeti Hadseregbe lépett be, ahol 1920-ban alezredesi rangot kapott. 1936-tól a Honvédelmi Minisztériumban volt katonai csoportfőnök, majd 1938-ban táborszernagy lett. Ugyanebben az évben honvédelmi miniszter lett az Imrédy-kormányban. Ezt a tisztségét a Bárdossy-kormányban is megőrizte. 1941-ben vezérezredesi rangot kapott.

### Honvédelmi miniszterként

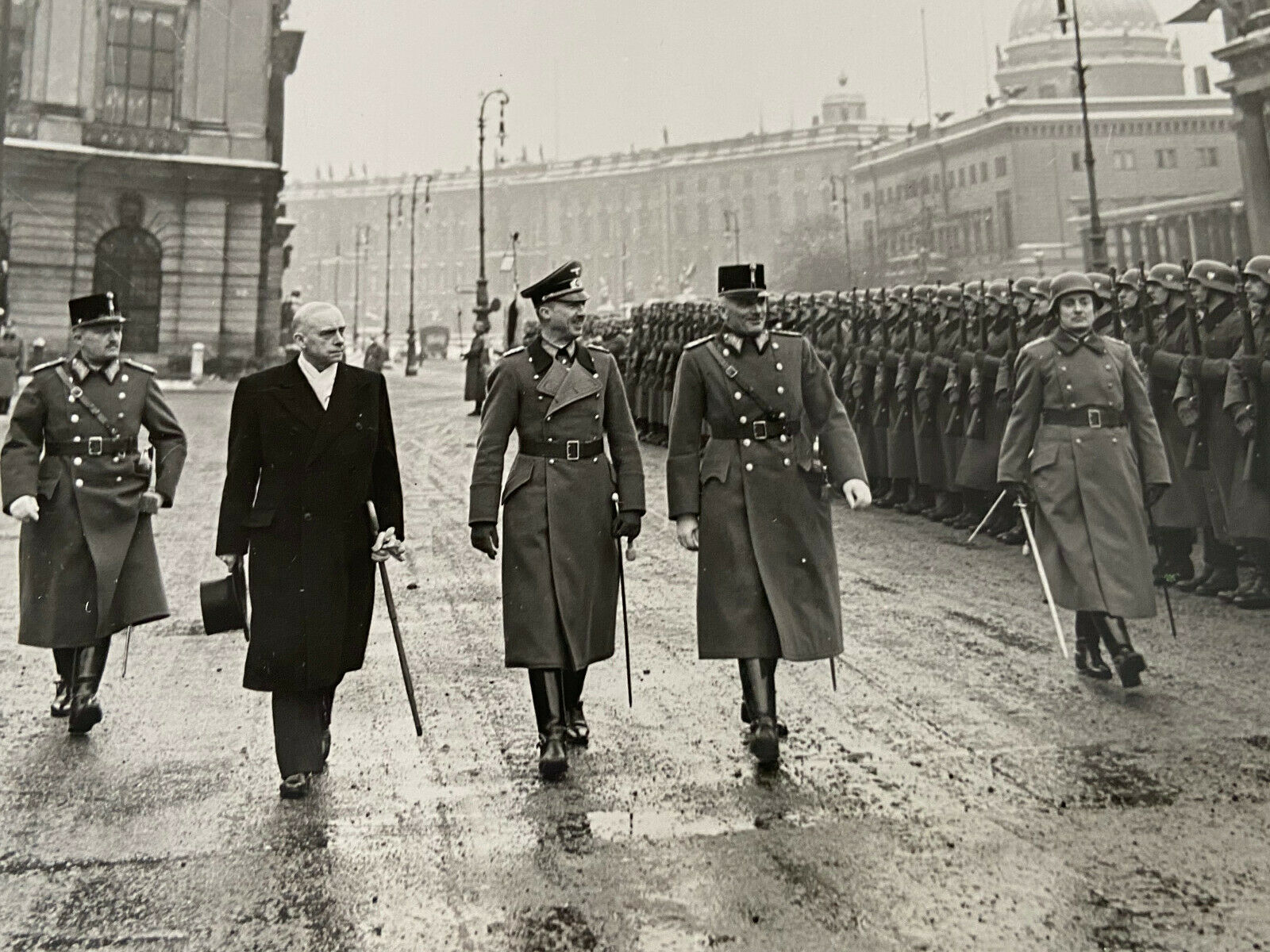
Sztójay Döme - Magyarország berlini követe (balról a második), Paul von Hase - Berlin város parancsnoka (balról a harmadik), és Bartha Károly - vezérezredes, honvédelmi miniszter (balról a negyedik). Berlin, 1941.

Mandátuma idején történtek a bécsi döntések, a Bácska és a Muravidék megszállása, valamint Kassa bombázása, amiért 1941. június 26-án Magyarország belépett a második világháborúba. Szintén mandátuma idején történt a délvidéki razzia, melynek során az általa és Szombathelyi Ferenc vezérkari főnök által kirendelt Feketehalmy-Czeydner Ferenc által irányított honvédi és csendőri alakulatok lemészároltak több mint 3000 bácskai - főként szerb - polgári lakost.
1942. szeptember 24-én Horthy kormányzó lemondatta. Ennek kiváltó oka a túlzott és a Kállay-kormány irányvonalával össze nem egyeztethető németbarátsága, a németek által igényelt biztosító hadosztályok kiküldésének túlontúl készséges támogatása, a miniszterelnök bizalmas tájékoztatásának a német követtel való közlése és a magyar hadiipari tevékenység német ellenőrzése körüli vitában a kormány kompromittálása volt. Bartha Károlyt ezt követően nyugdíjazták.

### Nyugdíjaztatása után
Bartha Károly nyugdíjaztatása után nem vállalt sem politikai, sem katonai szerepet. A háború után a népbírósággal együtt működő Katonai Bíróság lefokozta és elcsapta a honvédségtől, ugyanis őt tekintették egyik felelősének, hogy Magyarország belépett a II. világháborúba. A kommunista hatalomátvételt követően állandóan figyelemmel tartották, zaklatták, emiatt az 1950-es években nyugatra emigrált, Venezuelában telepedett le, ahol vasútépítő mérnökként dolgozott. 1964-ben, egy európai látogatása során hunyt el az ausztriai Linzben.